# Irvin McDowell
Irvin McDowell (Columbus, 15 ottobre 1818 – San Francisco, 4 maggio 1885) è stato un generale statunitense, fu un generale nordista che combatté durante la Guerra civile americana, riconoscibilissimo per la sua folta barba grigia.
McDowell si diplomò a West Point nel 1838.
Il 14 maggio 1861 viene promosso brigadier generale dei volontari della Virginia del Nord-Est.
Comandò l'esercito nordista nella Prima battaglia di Bull Run contro il generale confederato Pierre Gustave Toutant Beauregard. Non si riteneva pronto alla battaglia, ma le pressioni del presidente Abraham Lincoln lo costrinse ad attaccare. McDowell venne sconfitto nettamente e la sua immagine fu ridimensionata tantissimo.
Dopo la sconfitta di Bull Run, McDowell continuò a combattere, ma non ebbe più il comando durante un'intera battaglia, venendo relegato in ruoli meno importanti.
Finita la guerra McDowell si arruolò nell'esercito degli Stati Uniti dove venne promosso maggior generale nel 1872.
Nel 1882 si congedò dall'esercito e andò a vivere a San Francisco; venne sepolto nel cimitero nazionale di San Francisco.